# Gregory House
Gregory House é uma personagem fictícia, protagonista da série americana House, interpretado por Hugh Laurie.
É um gênio da medicina, formado na Johns Hopkins University School of Medicine que lidera um grupo de diagnosticistas no Princeton-Plainsboro Teaching Hospital. A cada episódio ele e sua equipa desvendam casos cada vez mais intrigantes que desafiam sua inteligência e raciocínio. House descrito como um misantropo, cínico, sarcástico, e ranzinza, esta última uma das palavras mais usadas para definir a personagem em 2006.
Na série, a cada novo episódio, ele e sua equipe enfrentam casos totalmente fora do comum, que desafiam a sua inteligência e raciocínio, obrigam House a utilizar muitas vezes práticas heterodoxas de diagnóstico, e motivações terapêuticas radicais. Brilhante, Gregory valoriza mais a descoberta do quebra-cabeça, a ligação dos sintomas, para fazer o diagnóstico mais importante do que a vida do próprio paciente, e a racionalidade forte de House resultam em conflitos frequentes entre ele e a sua equipa. Além disso, por detrás dos casos médicos ainda são relatadas a vida das personagens e os seus problemas pessoais.[carece de fontes?] Também é mostrada com frequência a falta de empatia e simpatia de House por seus pacientes, uma prática que lhe proporciona mais tempo para resolver enigmas patológicos. A personagem é parcialmente inspirado em Sherlock Holmes.